# Лімбічна система

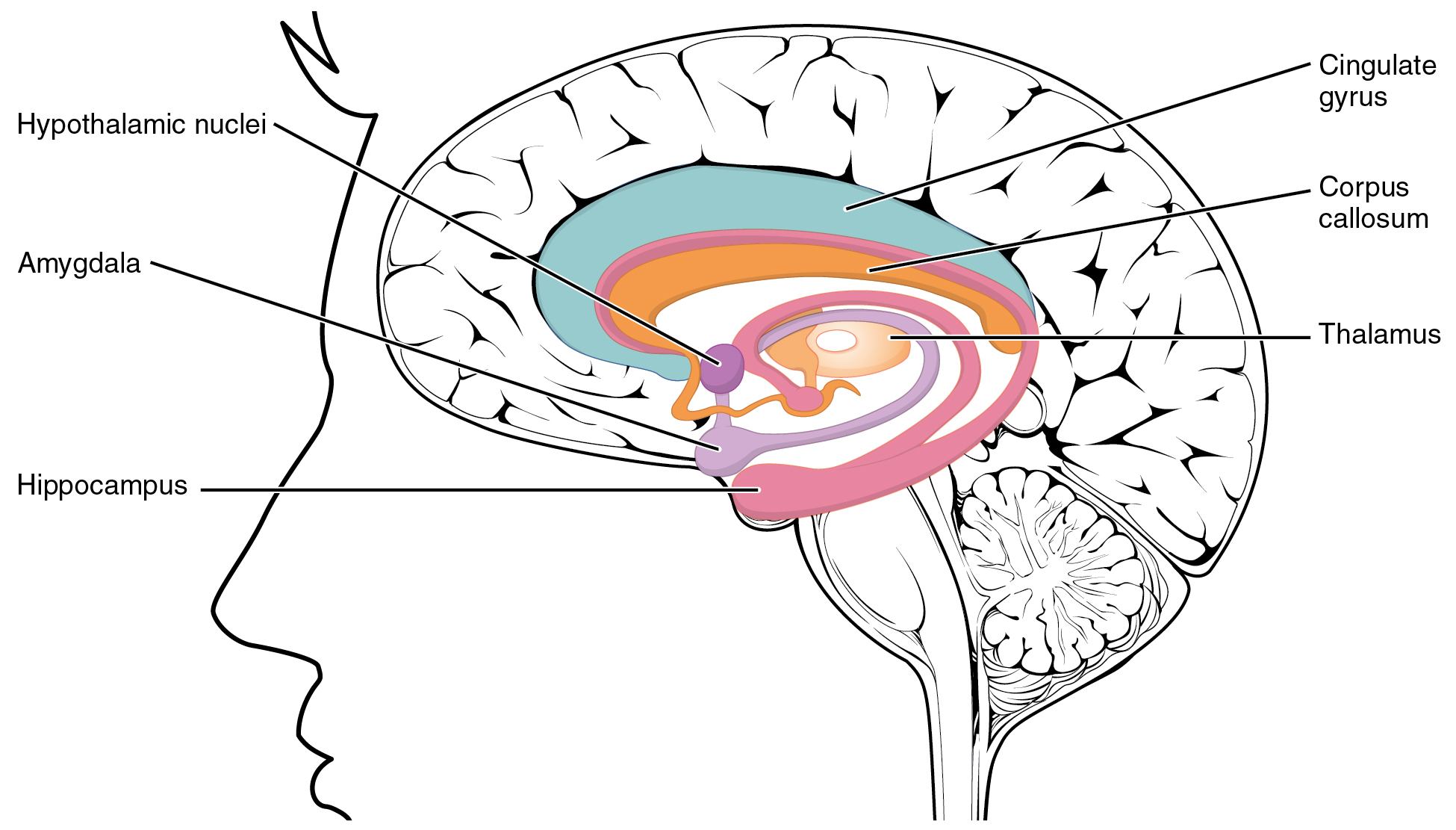
Лімбічна система.

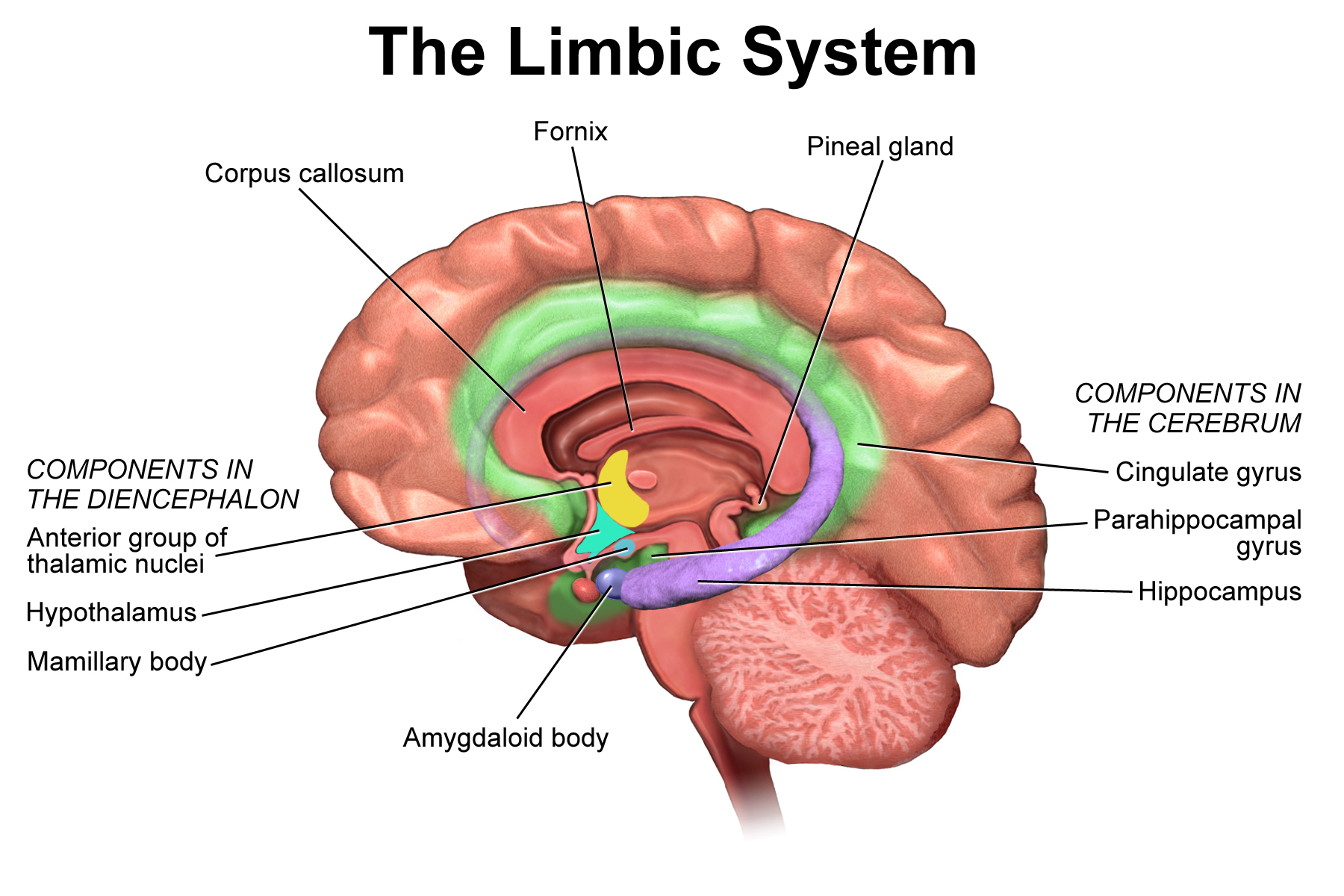
Анатомічні частини лімбічної системи.

Лімбічна система (від лат. limbus — «межа, край, кордон») — сукупність певних структур головного мозку. Огортає верхню частину стовбура головного мозку, ніби поясом, і утворює його край (лімб). Бере участь у регуляції функцій внутрішніх органів, нюху, автоматичної регуляції, емоцій, пам'яті, сну, неспання тощо. Термін «лімбічна система» вперше введено в науковий обіг 1952 року американським дослідником Паулем Мак-Ліном.

## Включає
- нюхову цибулину (bulbus olfactorius)
- нюховий тракт (tractus olfactorius)
- нюховий трикутник (trigonum olfactorium)
- передню продірявлену речовину (substantia perforata anterior)
- поясну звивину (gyrus cinguli): автономні функції регулювання частоти серцебиття і кров'яного тиску;
- парагіпокампальну звивину (gyrus parahippocampalis)
- зубчасту звивину (gyrus dentatus)
- гіпокамп (hippocampus): необхідний для формування довготривалої пам'яті
- мигдалеподібне тіло (corpus amygdaloideum): агресія і обережність, страх
- гіпоталамус (hypothalamus): регулює автономну нервову систему через гормони, голод, спрагу, статевий потяг, цикл сну і пробудження
- сосочкове тіло (corpus mamillare): важливий для формування пам'яті
- ретикулярну формацію середнього мозку (formatio reticularis)
- Отримуючи інформацію про зовнішнє та внутрішнє середовища організму, лімбічна система запускає вегетативні та соматичні реакції, що забезпечують адекватне пристосування організму до зовнішнього середовища і збереження гомеостазу.

## Функції лімбічної системи
1. регуляція функції внутрішніх органів (через гіпоталамус);
2. формування мотивацій, емоцій, поведінкових реакцій;
3. відіграє важливу роль у навчанні;
4. нюхова функція;
5. організація короткочасної і довготривалої пам'яті;
6. участь у формуванні орієнтовно-дослідницької діяльності (синдром Клювера-Бьюсі);
7. організація найпростішої мотиваційно-інформаційної комунікації (мови);
8. участь у механізмах сну.